# 中田海斗
中田 海斗（なかた かいと、1997年9月12日 - ）は、日本のスケートボーダー。 幼少時代にはドラマやテレビ番組の出演経験あり。
トラロックエンターテインメント株式会社に所属。

## VOD・テレビ
- テラスハウス (テレビ番組) OPENING NEW DOORS（2018年11月6日～Netflix配信、2018年12月～フジテレビ放送）